# クケス州
クケス州（アルバニア語: Qarku i Kukësit、英語: Kukës County）は、アルバニアの州である。クカス州、ククス州とも呼ばれる。州都はクケスである。アルバニア北東端の内陸州で面積は2,373.48平方キロメートル、人口は78,239人（2006年）。モンテネグロ・コソヴォ・マケドニアと国境を接し、ディブラ州・レジャ州・シュコドラ州と州境を接している。

## 関連項目

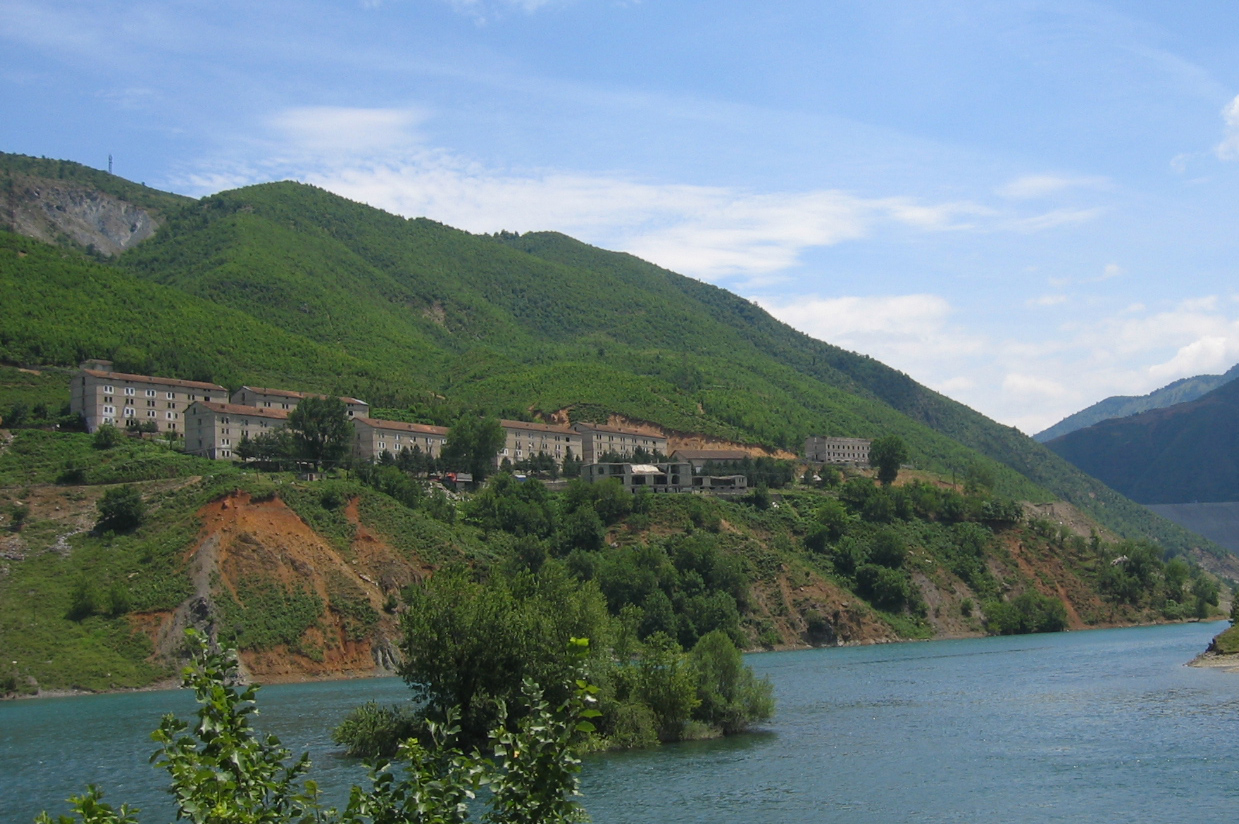
コマン湖岸、Fierzaの町

## 下部行政区画
- クケス県
- ハス県
- トロポヤ県